# František Kordač
František Xaver Kordač, v matrice František Seraf Kordač (11. ledna 1852, Seletice – 26. dubna 1934, Praha), byl římskokatolický teolog, filozof, politik, duchovní a arcibiskup pražský.

## Život
Narodil se v početné chalupnické rodině Jana Kordače a Kateřiny, roz. Šulcové a při křtu dostal jméno František Seraf (Petera a další prameny uvádějí František Xaver). Po absolvování německého jezuitského gymnázia v Bohosudově u Teplic (1865–1873) a maturitě na německém malostranském gymnáziu v Praze studoval bohosloví na Gregoriánské univerzitě v Římě. Silně jej ovlivnil pobyt v koleji Collegium Germanicum-Hungaricum, takže po téměř sedmiletém pobytu v Itálii se vrátil do vlasti nejen s doktoráty teologie (ThDr.) a filozofie (PhDr.), ale především jako vnitřně přesvědčený a zapálený stoupenec ultramontánní politiky papežské kurie.

### Na severu Čech

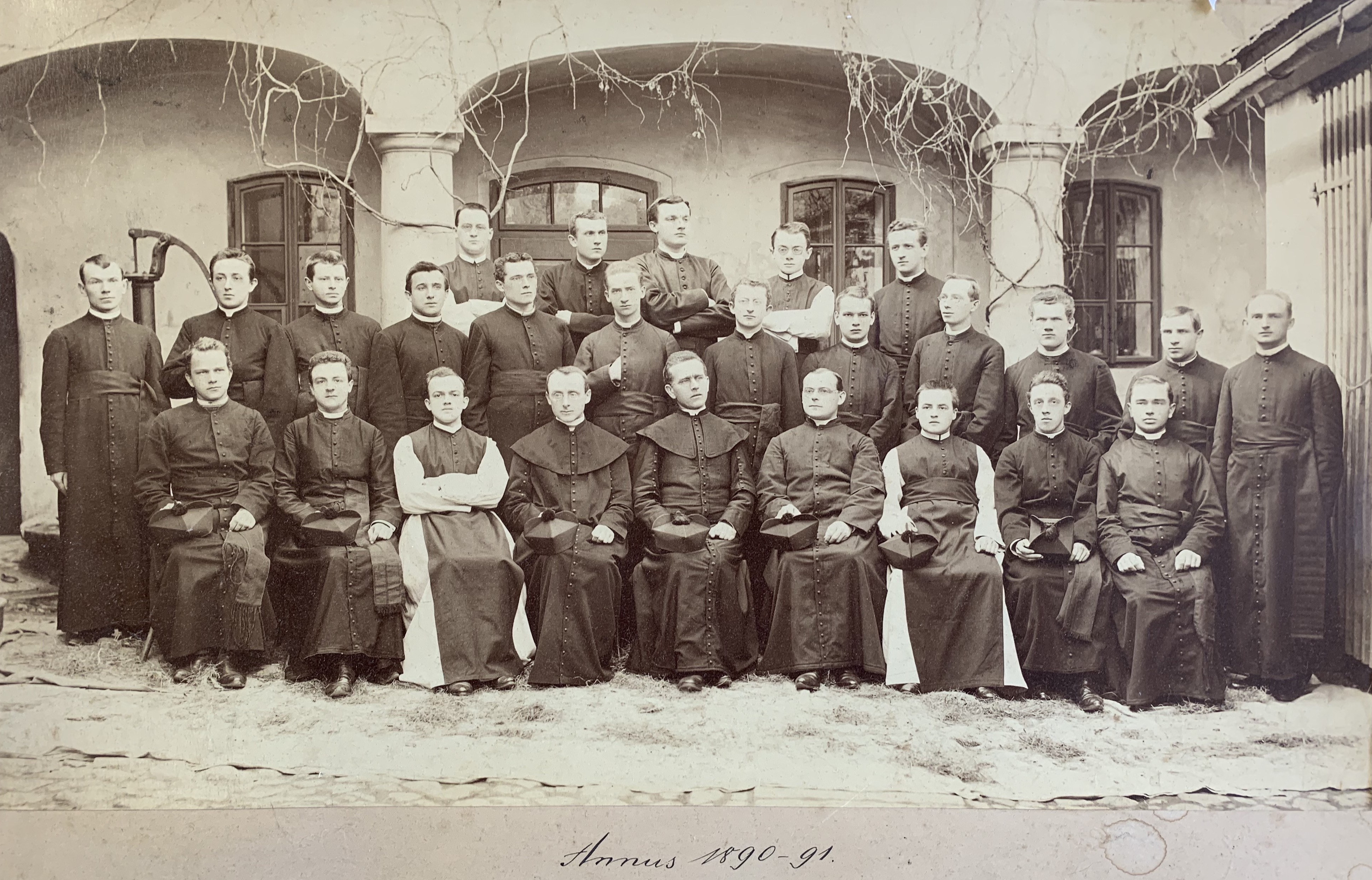
Představený litoměřického semináře Fr. Kordač uprostřed dole

Litoměřický biskup Anton Ludwig Frind (1823–1881) ho v roce 1879 poslal jako čtvrtého kaplana do Liberce s pověřením duchovního pro místní českou menšinu. Zájem o problematiku vzdělávání kněžstva Kordače v roce 1885 dovedl do Litoměřic do kněžského diecézního semináře, nejprve jako profesora, brzy vicerektora (1887) a nakonec se stal rektorem (1889–1905). Významně zasáhl do výuky a provedl reformu studia s posílením výuky filozofických disciplín. V zájmu posílení výchovy kněží z českých rodin v roce 1899 v Mladé Boleslavi založil chlapecký konvikt. V německém prostředí usiloval o zmírnění nacionálního napětí mezi Čechy a Němci, což se mu však přes smířlivé vystupování a toleranci nedařilo (střety a polemiky s německým knězem a publicistou Ambrosem Opitzem, 1846–1907) a tak jeho přechod v roce 1905 na pražskou teologickou fakultu české univerzity byl pro něj východiskem z obtížného postavení.

### Univerzitním profesorem v Praze
V Praze převzal stolici křesťanské filozofie a fundamentální teologie a kromě výuky se skvěle uplatňoval jako univerzitní kazatel v kostele sv. Klimenta. Dvakrát zastával funkci děkana fakulty (1906/7, 1914/5), ale jeho činnost nebyla zdaleka omezena pouze na oblast vědy, výuky a publicistiky. Hned na počátku pražského působení se zapojil do politických a spolkových aktivit. Významně zasáhl do procesu překonávání krize v katolickém politickém táboře a usiloval o vytvoření jedné politické organizace. Angažoval se na půdě křesťansko-sociální strany, před válkou formálně působil jako její místopředseda, ve skutečnosti reprezentoval vůdčí a autoritativní postavu vůdce. V roce 1916 se zasloužil o vznik Spojené strany katolické, která integrovala organizačně roztříštěný politický katolicismus v Čechách a předznamenala jeho další vývoj v meziválečném období. Kordačovu politickou pozici na konci války sice značně oslabil jeho loajální postoj k monarchii a jejímu vládnoucímu rodu, avšak hned na počátku republiky ho vidíme mezi aktivními poslanci Revolučního Národního shromáždění ČSR. Jedno jeho vystoupení v tehdejším parlamentu zaznamenal při střetu o zřízení teologické fakulty na nově zřizované Masarykově univerzitě v díle Budování státu i Ferdinand Peroutka.
| „ | Druhý katolický řečník, Dr. Kordač, nemluvil tak srdečně ani nedokazoval, že teologie odpovídá svérázu Moravy, nýbrž odhaliv imponující zásoby univerzální vzdělanosti a sčetlosti, zápolil s neoblomným názorem většiny, že teologie odporuje vědě. Byla to nejučenější řeč, jakou Národní shromáždění do té doby i po ní slyšelo. Ačkoliv, jak řekl, musil mluvit náhle a bez příprav, citoval s ohromnou přesností Dubois Raymonda, das ununterbrochene Kausalfaktgesetz, Aristotela, Hegela, Heina, Stahla, Kanta, Ludvíka XIV., Bedřicha II., Strausse, Schopenhauera a Leibnitze, Haeckla, Platona, posvátné knihy Indů, klínové nápisy Asyřanů, hieroglyfy Egypťanů, Chwolsona, Paulsena, Loofse, Guizota a Proudhona. Nikdo nemůže říct, že neudělal vše, co bylo v jeho moci. Stará teologie se v tomto výkonu zaskvěla, ale nová demokracie nedovolovala citátům, aby jí imponovaly, a mnozí z posluchačů byli chráněni i tou okolností, že nerozuměli, co se jim říkalo. Odpovědi, kterých se mu ve výkřicích sociálních demokratů dostávalo, byly banální a prozrazovaly, že jejich autoři nečetli více než jednu nebo dvě brožury. | “ |
| — | |   |

### Pražským arcibiskupem a primasem českým

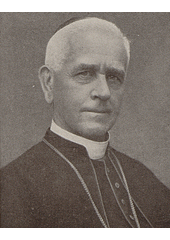
Arcibiskup Fr. Kordač

Do procesu konstituování Československé strany lidové už nezasáhl, neboť po útěku arcibiskupa Paula Marie de Huyn (1868–1946) se rozhodnutím papeže Benedikta XV. v roce 1919 stal novým pražským arcibiskupem a primasem českým (1919–1931). Stalo se tak ve velmi bouřlivém období poznamenaném útoky na katolickou církev a snahami o provedení odluky církví od státu, přičemž tuto krizi komplikovalo také hnutí katolického duchovenstva se svými reformními požadavky navazujícími na předválečnou katolickou modernu. Z papežova pověření Kordačovi připadl úkol kněžské hnutí potlačit a situaci konsolidovat. Tento nepopulární úkol zvládl, ovšem za cenu represí a vzniku Církve československé (1920). Tento krok mu mnozí dodnes zazlívají a překrývá mnohá pozitiva jeho činnosti jako kněze, politika i vrchního duchovního správce. Ve 20. letech významně přispěl k urovnání vztahů mezi novou republikou a Vatikánem.
V letech 1918–1920 byl poslancem Revolučního národního shromáždění Republiky československé za Československou stranu lidovou. Na členství v zákonodárném sboru rezignoval na 103. schůzi v lednu 1920.
Koncem 20. let vzbudil mimořádnou pozornost veřejnosti svými články týkajícími se řešení sociálních otázek.

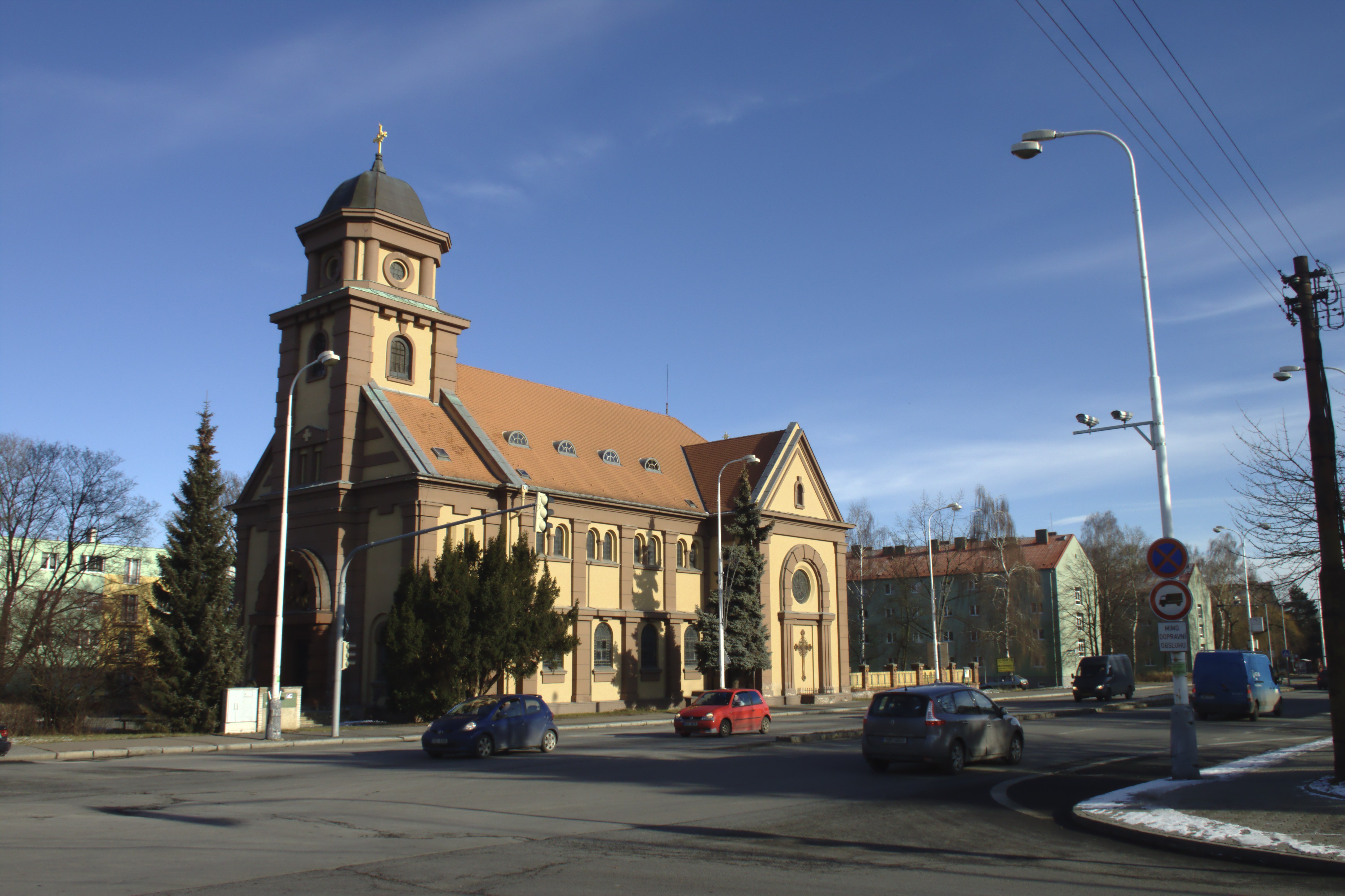
Kostel sv. Václava v Rozdělově

Ve 20. letech podporoval iniciativu Spolku pro postavení katolického kostela v Rozdělově. Stavba kostela svatého Václava v novobyzantském slohu vznikla pro tehdy ještě samostatnou obec Rozdělov (dnes část statutárního města Kladna) na jeho náklady v letech 1925–1927 podle projektu Františka Havleny. 25. září 1927 arcibiskup kostel slavnostně vysvětil a v předsíni kostela má reliéf od sochaře Břetislava Bendy. Dnes je po něm pojmenována ulice za tímto kostelem.

### Rezignace na funkci arcibiskupa
Ze svého úřadu odešel nedobrovolně po sporech a velké aféře s pražským nunciem Pietrem Ciriacim (1885–1966). Oficiálně bylo důvodem sporu, že arcibiskup odmítl financovat z církevních peněz stavbu samostatného sídla nunciatury s poukazem na to, že vidí jako důležitější stavbu nového semináře v Praze-Dejvicích. Skutečným důvodem však mohlo být, že Kordač byl fixován k ostře antiliberální linii předchozího papeže Pia X. a jeho ostrá antiliberální prohlášení mohla být na překážku liberálnější linii Pia XI. Podle Radomíra Malého Kordač představuje jisté ztělesnění apologetického, silně antiliberálního směru českého prvorepublikového katolicismu, pro nějž je charakteristický zásadní odpor vůči liberální, demokratické státní ideologii první republiky, reprezentované prezidentem Masarykem. Nutno však dodat, že František Kordač a T. G. Masaryk jinak spolupracovali na dostavbě chrámu sv. Víta i přípravách Svatováclavského milénia v roce 1929. Někteří liberálové z řad lidové strany šířili také domněnku, že Kordač byl donucen rezignovat proto, že jeho názory v sociálních otázkách byly komunistické, avšak oficiální vatikánský deník L'Osservatore Romano otiskoval Kordačovy statě k sociálním otázkám i po jeho rezignaci.
Poslední léta svého života prožil na zámku v Břežanech u Prahy. Jako první byl pohřben do hrobky v nové arcibiskupské kapli Svatovítské katedrály v Praze.
Byl pověstný svou skromností. Většinou z vlastních příjmů sanoval stavbu Arcibiskupského semináře v Praze-Dejvicích. Zasloužil se o vybudování Arcibiskupského gymnázia v Praze-Bubenči. Podílel se na dostavbě katedrály sv. Víta, což dodnes dokládá nápis nad klenutím triumfálního oblouku katedrály na straně jižní, kde je výslovně jmenován spolu s prezidentem Tomášem Garriguem Masarykem.
Jeho nástupcem v úřadu arcibiskupa pražského se stal ThDr. ICDr. Karel Kašpar, v té době sídelní biskup královéhradecký.

## Biskupská genealogie
Následující tabulka obsahuje genealogický strom, který ukazuje vztah mezi svěcencem a světitelem – pro každého biskupa na seznamu je předchůdcem jeho světitel, zatímco následovníkem je biskup, kterého vysvětil. Rekonstrukcím a vyhledáním původu v rodové linii ze zabývá historiografická disciplína biskupská genealogie.
1. kardinál Scipione Rebiba
2. kardinál Giulio Antonio Santorio
3. kardinál Girolamo Bernerio, OP
4. arcibiskup Galeazzo Sanvitale
5. kardinál Ludovico Ludovisi
6. kardinál Luigi Caetani
7. kardinál Ulderico Carpegna
8. kardinál Paluzzo Paluzzi Altieri Degli Albertoni
9. papež Benedikt XIII.
10. papež Benedikt XIV.
11. arcibiskup Enrico Enríquez
12. arcibiskup Manuel Quintano Bonifaz
13. kardinál Buenaventura Córdoba Espinosa de la Cerda
14. kardinál Giuseppe Maria Doria Pamphilj
15. papež Pius VIII.
16. papež Pius IX.
17. kardinál Gustav Adolf von Hohenlohe-Schillingsfürst
18. arcibiskup Salvatore Magnasco
19. arcibiskup Gaetano Alimonda
20. arcibiskup Teodoro Valfrè di Bonzo
21. František Kordač